# Khasab
Khasab (tiếng Ả Rập: خصب) là một thành phố của Oman và là thủ phủ của một vùng đất tách rời là bán đảo Musandam. Khasab nằm cách 500 km từ thủ đô Muscat và được mệnh danh là "Na Uy của Ả Rập". Người Bồ Đào Nha đã xây dựng Khasab vào đầu thế kỷ 17 vào thời kỳ hải quân của họ hiện diện trong khu vực đang ở đỉnh cao. Bến cảng tự nhiên cùng cấp một nơi trú ẩn an toàn cho tàu thuyền ở vùng biển khắc nhiệt. Không giống như nhiều pháo đài, được xây trên cao để phục vụ mục đích phòng thủ, Khasab được thiết kế như một nơi cung cấp chà là và nước sạch cho các tàu của Bồ Đào Nha đi qua eo biển này. Ngày nay, Khasab được bảo vệ khỏi bị ngập úng bằng ba con đập lớn.